# Lyn Richards
Marilyn Gray Richards (1944) es una científica social y escritora australiana que, junto con el informático Tom Richards, desarrolló los paquetes de análisis de software de análisis cualitativo de datos NUD*IST y NVivo.

## Trayectoria
Richards es la segunda hija de Tim Marshall, director de la División de Suelos de la Organización de Investigación Científica e Industrial de la Commonwealth (CSIRO), y de Ann Nicholls, profesora de Geografía de la Universidad de Adelaida. Es hermana de la genetista australiana Jenny Graves.
Richards estudió ciencias políticas y sociología en la Universidad La Trobe. Sus primeras investigaciones se centraron en la participación de los inmigrantes en el Partido Laborista Democrático.

## Investigación y carrera profesional
Richards fue nombrada miembro del cuerpo docente de la Universidad La Trobe, donde trabajó en sociología familiar. Analizó las relaciones entre la vida familiar y la propiedad de la vivienda en Australia. A través de su invetigación, identificó que a medida que las familias conseguían su aspiración de vivir en los suburbios, pasaban menos tiempo en las casas que tanto les había costado financiar.
Sus primeros trabajos como socióloga familiar se dirigían tanto al público en general como al académico, tratando de que la investigación financiada fuera relevante para las personas estudiadas y el análisis cualitativo creíble para los afectados. Cada uno de sus cuatro libros de sociología familiar fue un texto académico, pero también ampliamente debatido en los medios de comunicación y a nivel comunitario. Durante su época como profesora asociada en la Universidad La Trobe de Melbourne, obtuvo importantes becas de investigación, presentó y publicó trabajos de investigación, fue miembro fundadora de una asociación de investigación cualitativa y enseñó métodos cualitativos a nivel de licenciatura y posgrado, supervisando a estudiantes de máster y doctorado.
Richards se dio cuenta de que su investigación académica necesitaba herramientas de análisis de datos más sofisticadas y comenzó a trabajar con Tom Richards en el desarrollo de software de análisis cuantitativo. Dejó la Universidad La Trobe y lanzó QSR International, una empresa de desarrollo de software.
En QSR International, Richards creó los paquetes de software NUD*IST y NVivo.

## Publicaciones
- Richards, Tom; Richards, Lyn (1991). «The NUDIST qualitative data analysis system». Qualitative Sociology 14 (4): 307-324. ISSN 0162-0436. doi:10.1007/bf00989643.
- Richards, Lyn (1999). Using NVIVO in Qualitative Research. SAGE. ISBN 9780761965244.
- Richards, Lyn (2000). The Nvivo Qualitative Project Book. SAGE. ISBN 9781847871022.
- Richards, Lyn (2005). Handling Qualitative Data: A Practical Guide. SAGE. ISBN 9780761942597.

## Datos biográficos
Richards está casada con el científico informático Tom Richards.